# John Collins (triathlon)
Pour les articles homonymes, voir John Collins et Collins.
John Fletcher Collins né en 1936 à Carlsbad au Nouveau-Mexique est un sportif américain et Commander de l'US Navy, inventeur et cofondateur du triathlon Ironman à Hawaï en 1978. Il partage cette reconnaissance avec son épouse Judy Collins cofondatrice, avec laquelle il organise à Honolulu sur l'île d'Oahu dans l'archipel d'Hawaï, la première épreuve d'un triathlon très longue distance, consistant à enchainer 3,8 km de natation en eaux vives, 180 km de cyclisme sur route et un marathon. Ils organisent les épreuves des trois premières éditions de cette  compétition d'un nouveau genre qui prennent tout d'abord le nom d'« Ironman d'Hawaï ». Pour cause de mutation, John Collins cède gracieusement l'organisation  en 1981 au club sportif local, d'une compétition qui devient officiellement en 1990 et avec son développement, la finale d'un « championnat du monde d'Ironman » issue d'un circuit international de compétitions éponymes et qualificatives.

## Biographie

### Jeunesse et début de vie
John Collins est originaire du Nouveau-Mexique, son père travaille dans la construction ce qui amène sa famille à déménager souvent, il fréquente dans sa jeunesse six écoles différentes. Il est diplômé d'un école secondaire du Texas et montre des capacités physiques et sportives dans la pratique du tennis, mais surtout de la course à pied.
Il suit les cours de l’Université du Texas puis rentre à l’Académie navale des États-Unis où il est diplômé en ingénierie navale en 1959. Il épouse cette même année Judith (Judy) McGregor rencontrée à l'école navale. La cérémonie se tient dans la chapelle de l'académie le 3 juin 1959.
John et Judy ont leur premier enfant en 1960, une fille prénommé Kristin et un peu plus d'un an plus tard en 1962 leur second un garçon nommé Michaël. Il réside à Coronado et participe à la fondation d'un club de natation le Swim Association Coronado-marine qui vise à une pratique de la natation au travers de compétitions amateures. Pour améliorer leur capacité d’aérobie leur entraineur leur conseille de pratiquer également la course à pied.

### Militaire et sportif
Officier dans l'US Navy, John Collins est en poste à San Diego en Californie. Sportif passionné, il participe régulièrement avec sa femme, à des compétitions organisées par la communauté sportive locale. En septembre 1974, John et Judy et leurs deux enfants participent au premier triathlon moderne organisé par Jack Johstone et Don Shanahan à Mission Bay à San Diego, épreuve qu'il termine tous entre la 30e et 35e position.
Enthousiasmé par l'expérience, John et Judy Collins font la promotion de cette nouvelle pratique sportive. Ils collaborent avec Stan Astrim professeur de natation au Coronado Optimist Swim Club et participent à la première édition de l'Optimist Sports Fiesta Triathlon à Coronado qui se déroule le 27 juillet 1975. Leurs enfants Kristin et Michael prennent également le départ de ce second événement qui est remporté par Tom Warren, le vainqueur du deuxième Ironman en 1979.
À la fin de 1975, John Collins est muté à Honolulu dans l'archipel d’Hawaï. Il quitte la communauté sportive de San Diego, mais continue de participer activement à des compétitions sur son nouveau lieu d'affectation.
John Collins sert pendant 30 ans dans la marine américaine et atteint le grade de capitaine de vaisseau de l'US Navy, après avoir servi comme architecte et ingénieur naval sur plusieurs bâtiments ainsi que comme officier ingénieur sur sous marin nucléaire.

### Retraite
John Collins prend  sa retraite en 1985 et s'installe tout d'abord avec sa femme dans une ville ou ils ont longtemps vécu, à Coronado. Après avoir vécu avec sa famille sur les cotes Est et Ouest des États-Unis et dans l'archipel d’Hawaï, John Collins et sa femme font le choix de vivre et de voyager à bord d'un voilier. Ils embarquent pour une traversée de la Californie à Panama. De 1997 à 2007, ils voyagent et vivent à bord de leur bateau. En 2014, ils partagent leur vie entre la Californie à Coronado et le Panama à Portobelo. En 1998, ils cofondent un cross triathlon à Portobelo, leur ville de résidence secondaire avec des amis panaméens, le Portobelo International Extreme Triathlon.
Ils continuent les pratiques sportives de course à pied et de triathlon au sein d'un club amateur, le Hash House Harriers et incitent toujours aux pratiques sportives, des plus faciles aux compétitions d'endurance les plus difficiles du monde, en affirmant que « tout le monde peut le faire ».

## Invention de l'Ironman
Lors d'une cérémonie de remise de prix en 1977 de l'« Oahu Perimeter Relay », une compétition de course à pied, John et Judy Collins sont attablés avec divers amis et collègues. Lors du banquet s'instaure un débat comparatif sur les qualités sportives qui visent à hiérarchiser une prédominance athlétique des pratiquants de natation ou de course à pied. John Collins suggère pour sa part que le grand champion cycliste Eddy Merckx dans un article de la revue Sport Illustrated confirme avoir une Vo2 max  la plus élevée jamais testée à cette date  et que cela peut laisser entendre que les cyclistes détiennent de meilleures qualités athlétiques sur les deux autres pratiques sportives.
Les protagonistes ne pouvant trouver un terrain d’entente sur le sujet, John et judy Collins soumettent alors l'idée de mettre en œuvre une compétition qui enchainerait les trois épreuves les plus difficiles de l'archipel. La « Waikiki Roughwater Swim », compétition de natation dans le Pacifique de 3,8 km, l'« Oahu Island Bike Ride » compétition cycliste de 180 km et de terminer par le marathon d'Honolulu. Le résultat de ces épreuves enchainées déterminant quelle est la pratique sportive qui offre les meilleures qualités athlétiques. L'idée n'est pas immédiatement suivie de fait. Mais, devant l'instance de son entourage pour la mettre en œuvre, il réquisitionne sa famille pour organiser en 1978, la première édition du triathlon d'Hawaï.
Dans une interview réalisée par Nick Munting, John Collins, reconnait que sa proposition « à beaucoup fait rire à l'époque! ». Cependant, la plupart des sportifs locaux ainsi que des athlètes militaires attendaient avec intérêt que cette idée de course se référant à « la chose en trois parties » se réalise.

### 1erIronman
John Collins réalise manuellement un document publicitaire qui comporte l'incitation à participer suivante : « Nagez 3.8 km! roulez 180 km! courez 42.2 km! et  vantez-vous pour le reste de votre vie! » (« Swim 2.4 miles! Bike 112 miles! Run 26.2 miles! then brag for the rest of your life! »). Il réalise également manuellement un petit trophée pour ceux qui terminent la course, un petit personnage en tube de métal dont la tête est un boulon qui laisse apparaitre un trou en son milieu,.

Au départ de la course qui se déroule sur les plages de Waikiki le 18 février 1978, 15 athlètes ont répondu à la publicité. Il lance avant de prendre le départ avec les autres athlètes à un sportif local, une phrase qui le rend aussi célèbre que la compétition naissante : 

« Whoever finishes first, we'll call him the Iron Man (Qui que soit qui finit le premier, nous l’appellerons l'homme de fer). »

John Collins  finit  9e sur les 12 tri-athlètes qui terminent l'épreuve, en 17 h 0 min 38 s à quelques heures du premier « Ironman » de l'histoire, Gordon Haller qui boucle cette première mondiale en 11 h 46.

### 2eet3eIronman
La famille Collins organise une nouvelle édition en 1979 ou 50 athlètes sont inscrits, mais le mauvais temps en fait renoncer une grande partie, ils sont quinze à prendre départ et une première femme Lyn Lemaire devient la première Ironwoman. À la suite de cette édition, John collins envisage un temps de transformer l'épreuve en relais pour attirer plus de compétiteurs. Cependant, un reportage imprévu de dix pages de Barry MacDermott sur la revue Sport Illustrated fasciné par ce nouvel évènement sur l'île, donne une forte visibilité à l'épreuve et de nombreux compétiteurs américains s'inscrivent pour l'édition de 1980.
John Collins autorise à cette occasion la chaine ABC à retransmettre l’événement et l’Amérique découvre les premières images d'un nouveau sport, le triathlon et d'une nouvelle pratique sportive, l'ultra-endurance. Non sans leur préciser « que filmer un triathlon est aussi excitant que de regarder une pelouse pousser ». Le reportage alors prend soin d’accentuer les effets dramatiques qu'une course de cette nature ne manque pas de procurer.

### Cession de l'organisation
À la fin de 1980, le Commander John Collins est de nouveau muté pour Washington DC, avant de quitter l'ile, il confie l'organisation de l'édition de 1981 qui compte déjà de nombreux inscrits à Hank Gruenman propriétaire du club local le Nautilus Fitness Sport qui a contribué à l'organisation des deux premiers événements. Il ne reçoit pas d'argent pour cette cession, mais sollicite deux conditions. La première étant que lui ou sa famille puissent participer quand ils le souhaitent à la course et la seconde que l'organisation réserve toujours des places à des athlètes non professionnel. Hank Grueman confie l'organisation de la course à Valérie Silk qui en quelques années, au travers de la Hawaï Triathlon Corporation donne une renommée internationale à l'Ironman d'Hawaï qui devient la finale officieuse d'un championnat du monde  et un standard de longue distance. Le rachat de la franchise par la naissante World Triathlon Corporation en 1990, achève la transformation de l’épreuve en finale d'un championnat du monde d'Ironman officiel ou les amateurs peuvent toujours participer à l'issue d'une qualification sur une des épreuves internationales que la marque Ironman organise de par le monde.

## Reconnaissance
John et Judy Collins sont introduits dans le Hall of Fame de l'Ironman en 1998, pour le 20e anniversaire de la création de la compétition. À cette occasion, il participe de nouveau et à l'âge de 62 ans à la compétition dans la catégorie d'âge 60-64 ans. Il est Finisher en 16 h 30 min 2 s.
Lors du 25e anniversaire en 2003, ils sont mis à l'honneur lors de la soirée de clôture de l'édition annuelle de Kona, avec huit des quinze autres triathlètes ayant participé à la première édition en 1978.
En 2013, ils sont introduits dans le Hall of Fame d'USA Triathlon,.

## Collins Cup
En 2018, un circuit de compétition annoncé en 2016 prend le titre de « Coupe Collins » (Collins Cup) en hommage aux fondateurs de l'Ironman. Il se compose d'un circuit de douze compétitions en Amérique et en Europe sur longue et très longue distance. La compétition réunit des équipes de six triathlètes, deux américains, deux européens et deux autres internationaux qui participent aux courses du circuit. Chaque triathlète gagne un nombre de points par podium obtenu. Pour chaque course du circuit, les équipes présentent trois triathlètes au maximum, Américain, Européen, international, le plus grand nombre de point collectés sur le circuit, octroie la coupe internationale,.